# 토마스주머니날개박쥐
토마스주머니날개박쥐(Balantiopteryx io)는 대꼬리박쥐과에 속하는 박쥐의 일종이다. 벨리즈와 과테말라 그리고 멕시코에서 발견된다.

## 특징
1904년 토마스(Oldfield Thomas)가 처음 명명했다. 종소명은 그리스 신화에 등장하는 헤라 여신에게 저주를 받아 영원히 쫓기는 이오의 이름에서 유래한 것으로 추정된다. 개체수의 감소때문에 국제 자연 보전 연맹의 적색 목록에서 취약종("vulnerable")으로 간주하고 있다. 서식지 훼손과 동굴 화재, 관광지 개발 등으로 자연 서식지가 파괴되어 개체수의 약 30% 이상이 감소한 것으로 추정하고 있다. 토마스주머니날개박쥐는 회색주머니날개박쥐(Balantiopteryx plicata)의 자매종이다. 알려진 아종은 없다. 회색주머니날개박쥐속에서 가장 작은 박쥐 종으로 회색주머니날개박쥐에서 보이는 흰색 장식은 없다. 수컷 몸무게는 약 3.7g인 반면에 암컷은 약 5g이다.